# Oecetis ouachita
Oecetis ouachita là một loài Trichoptera trong họ Leptoceridae. Chúng phân bố ở miền Tân bắc.